# Solidaritat Internacional Antifeixista
Solidaritat Internacional Antifeixista (SIA) fou una organització no governamental fundada a Espanya el 27 de maig de 1937 per la Confederació Nacional del Treball (CNT) amb altres organitzacions llibertàries, la Federació Anarquista Ibèrica (FAI) i la Federació Ibèrica de Joventuts Llibertàries (FIJL), components de Moviment Llibertari Espanyol.
Com a cos humanitari i polític a favor de l'anarquisme, la SIA es va dissenyar com a resposta al predomini dels comunistes i de les seves organitzacions (Socors Roig en particular) en la vida i política pública durant la Guerra Civil Espanyola.

## Fundació

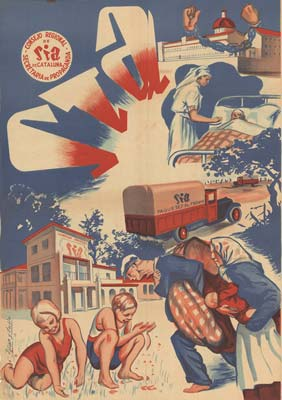
Cartell de la SIA, Consell Regional de Catalunya (1937-1938)

Per compensar la debilitat del moviment llibertari fora d'Espanya i, per tant, la manca de suport internacional a la CNT, es va prendre la decisió oficial de crear una organització de solidaritat internacional pel ple nacional de la central anarcosindicalista a València el 15 d'abril de 1937.
La SIA fou fundada efectivament en juny, després dels enfrontaments dels fets de maig de 1937 a Barcelona que oposaren d'un costat els anarquistes i grups anticomunistes antiestalinistes partidaris de la  revolució Social i d'altra part l'Estat republicà, la Generalitat de Catalunya i els grups polítics socialistes i comunistes .
Dissenyada des del principi com una organització humanitària per donar suport al Moviment Llibertari Espanyol i a la Revolució Social, durant tota la guerra civil la SIA fou un mitjà de difusió de les idees anarquistes.
Per al Moviment Llibertari Espanyol (MLE) aquesta estructura havia de permetre omplir la necessitat vital de la CNT de trobar suport a l'estranger per combatre políticament la Internacional Comunista i millorar l'abastament d'armes, equips mèdics, aliments, etc. Tot i que la CNT era part d'una organització internacional, l'Associació Internacional de Treballadors, aquesta tenia poca influència i marge de maniobra per a ajudar.
La creació de la SIA, una vegada votada i decidida per la CNT començà amb l'establiment de seccions locals, totes fora d'Espanya. El 5 de juny de 1937 es formaren els grups amb el suport del moviment llibertari.
En qüestió de mesos, la SIA reunirà milers de membres (més de 150 000?) i grups (més de 400 a l'Espanya republicana?).

## Accions humanitàries

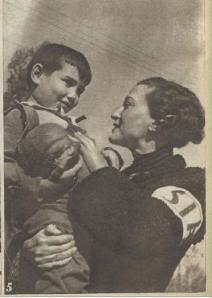
Foto de la SIA (1938).

Si la SIA es crea per primera vegada com una eina política al servei del moviment llibertari, ràpidament fou enviada a intervenir sobre el terreny per tal de superar la manca d'eficàcia de les organitzacions ja existents.
Entre juny de 1937 i gener de 1939 les seccions hospitalàries i sanitàries de la SIA foren presentades tant en el front com en la rereguarda. Reconegudes per l'Estat Major republicà i el govern de València, les brigades de rescat al front asseguraren el transport dels ferits de les zones de combat a la rereguarda, i proporcionaren els primers auxilis als combatents. Eren compostes per voluntaris, metges, infermeres, portadors. Aquesta acció al front es correspon amb una acció a la rereguarda per als combatents. La SIA crea un hospital per ferits de guerra gestionat mancomunadament amb la CNT, quatre hospitals militars a Catalunya. Llur aprovisionament és proporcionat per l'organització.
Pel que fa a l'ajuda de les seccions sanitàries i hospitalàries als civils, estava especialment marcada per la formació d'una brigada de voluntaris equipats amb equips mèdics i d'investigació per ajudar les víctimes civils dels bombardejos. Fou el servei d'acció social de la SIA qui realitza la major part del treball de solidaritat: enviament de paquets per als combatents i civils, obertura i gestió dels llocs públics (casa de dormir, que corresponia a llars de refugi, restaurant de milicians, restaurants populars, etc.), distribució d'aliments, roba i menjar. Aquesta acció social era àmplia i depenia dels locals que s'organitzaven d'acord amb les necessitats i les forces disponibles. L'organització també administrava les donacions de distribució de l'estranger.
Per ajudar els nens orfes o refugiats, la SIA va obrir tres escola bressol a Barcelona, una llar a Badalona instal·lada en un antic convent i colònies a Masnou, Rabos, Cervera, Beguda Alta, Esparreguera, Sabadell i dues llars per a nens a Madrid.

## Solidaritat internacional

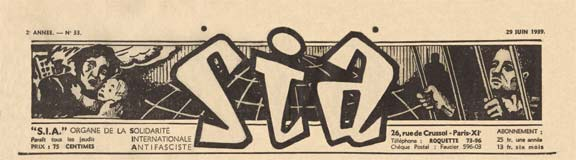
Diari de la secció francesa (núm. 33, 29 juy 1939).

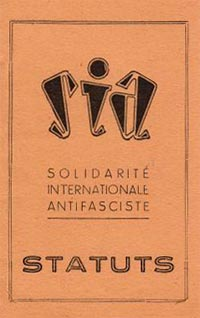
Estatuts de la secció francesa (30 octubre 1937).

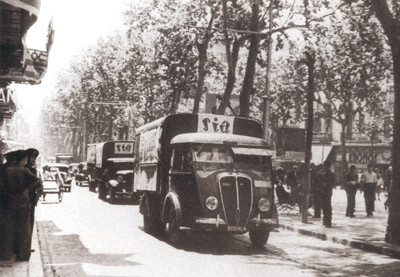
Un comboi de la secció francesa, 1938.

La SIA tenia vocació d'organització internacional, amb una acció gens menyspreable a Espanya. Des de la seva creació el juny de 1937 fins als primers mesos de 1939 es van constituir un cert nombre de seccions estrangeres. Les primeres seccions creades, a finals de 1937, foren la francesa, sueca, britànica, britànica i nord-africana.
A París el 30 d'octubre de 1937, després del congrés de l'Union Anarchiste fou creat el Comité pour l'Espagne Libre per Louis Lecoin, Nicolas Faucier, Pierre Odéon i Pierre Le Meillour que es transformaria (a petició de la CNT-FAI) en secció francesa de la Solidaritat Internacional Antifeixista i edità, a partir del 10 de novembre de 1938, l'hebdomadari d'igual nom SIA., El febrer de 1939 la secció francesa comptava amb 15.000 adherents i el seu òrgan amb 5.500 abonats. Va enviar l'enviament de queviures, diners i medicament en profit dels llibertaris espanyols. El producte de les subscripcions els va permetre mantenir una colònia d'òrfens a Llançà no gaire lluny de la frontera francesa. Però les seves activitats no es limitaven pas a les accions d'ordre humanitari, sinó que organitzaren una expedició d'armes i municions que escassejaven als anarquistes espanyols. El diari fou prohibit pel govern l'abril de 1939.
La secció del nord d'Àfrica només s'aplicava a la part espanyola del Marroc, on una part de la rebel·lió nacionalista havia marxat i fou creada pels militants de la CNT en la clandestinitat i es va refugiar al territori francès per escapar de les tropes nacionals.
Al Portugal de António de Oliveira Salazar secció només podia tenir activitat clandestina. Tot i que existien sobre el paper, la creació d'aquestes seccions, per tant, només tenia efecte d'anunci més que una existència i una implementació real.
Al Regne Unit, Emma Goldman fou membre del consell d'honor de la SIA, i es demanà que al seu voltant es constituís una secció britànica. A Suècia, però, fou el sindicat anarcosindicalista Organització Central de Treballadors de Suècia qui fundà la secció. Pel gener de 1938 fou creada la secció estatunidenca al voltant del sindicalista i teòric alemany exiliat als Estats Units Rudolf Rocker. Als Països Baixos creà la secció el militant anarcosindicalista Harm Kolthek.
Durant el primer semestre de 1938 foren creades seccions a Argentina, Xile, Mèxic i Uruguai. En aquests països de parla hispana la iniciativa ha partit sovint els militants de la CNT a l'exili. A la Xina s'hi ha format la SIA local al voltant de Chang-Ching-Chiu, qui ha fet nombrosos viatges per Europa.
El març de 1938 foren fundades a Austràlia les seccions de Melbourne i Sidney per antics militants de la CNT i de la FAI exiliats després de la revolució d'Astúries de 1934. En total, el juny de 1938 hi havia 13 seccions internacionals de la SIA.
L'1 de novembre de 1938, durant la reunió internacional de la SIA a París, es va esmentar l'existència d'una secció polonesa així com de la creació de les seccions palestina, canadenca i japonesa a les que calia afegir les de Cuba i Honolulu, encara no oficialment part dels Estats Units. A principis de 1939, amb poc més d'un any d'existència, la SIA era una organització que comptava amb seccions en vint països, repartits en els cinc continents.

## Renaixement en 1945
Després de la Segona Guerra Mundial, a mitjans de juny de 1945, refugiats republicans espanyols reconstituïren a Tolosa de Llenguadoc la Solidaritat Internacional Antifeixista (en l'exili).
La secció belga fou fundada el 18 de maig de 1946 i aplegà els antifeixistes antiestalinistes (vegeu Anarquisme a Bèlgica). L'associació organitzà la defensa dels sol·licitants d'asil que havien fugit del seu país i dels règims autoritaris. Constituí un lloc de trobada per als immigrants, molts d'ells anarcosindicalistes espanyols de la CNT a l'exili.,.

## Personalitats

### A Espanya
- En 1937 Lucía Sánchez Saornil fou nomenada secretària de premsa i propaganda de la SIA. L'any següent fou nomenada secretària del Consell Mundial de la SIA i en maig fou nomenada secretària nacional. Durant aquest període va fer freqüents viatges a França per recollir aliments i ajuda.[15]
- En juliol de 1937, Pedro Herrera Camarero fou nomenat secretari del Comitè national de la SIA.[16]
- En 1939, Mateu Baruta Vila (1901-1980), fou nomenat secretari national de SIA.[17]
- Renée Lamberet desenvolupà una intensa activitat en el si de la SIA, principalment amb la colònia infantil Espartaco organitzada Argentona pel Sindicat Ferroviari CNT i la colònia organitzada a Llançà per acollir infants refugiats del País Basc, d'Astúries i del front de Madrid.[4][18]

### A França
- Edgar Morin: « El meu primer acte polític va ser el d'integrar una organització llibertària, Solidaritat Internacional Antifeixista per preparar paquets per a l'Espanya republicana.»[19]
- En 1937, Fernand Vintrigner, gerent del diari SIA, òrgan de la secció francesa.[20][21]
- Nicolas Faucier, tresorer, en 1937, de la secció francesa.[20]
- Jean Roumilhac, primer president, en 1937, de la secció francesa[22]
- Louis Lecoin, secretari, en 1937, de la secció francesa.[20]
- Henri Jeanson.[20][23]
- Robert Louzon.[20]
- Paul Reclus participà, en 1937, en la SIA.[24]
- A finals de 1944 Jean-René Saulière reorganitzà la SIA i en fou nomenat secretari general.[25]

### A Bèlgica
- Jean De Boë es troba entre els fundadors de la secció belga.

## Citació
« La SIA espanyola demana al poble francès solidaritat total per ajudar a evacuar la població de les zones d'operacions on l'exèrcit de la llibertat resisteix heroicament davant l'allau barbar. Nosaltres preguem a la França republicana, la França sorgida de 1789, que rebi els nostres infants, els nostres ancians, les nostres dones i els doni una bona acollida. Ells s'ho mereixen. Mil vegades gràcies » - Telegrama enviat per Mateu Baruta Vila i Lucía Sánchez Saornil en nom de la SIA, 26 de gener de 1939.

## Publicacions
- Solidarite Internationale Antifasciste. Son but : sa ligne de conduite ses moyens d'action et ses réalisations, 1937.
- Grigor Balkanski, Solidarité internationale antifasciste, Le Fascisme hier et aujourd'hui, 1974.

### Treballs universitaris
- Valentin Cionini, L'Union Anarchiste face à la guerre d'Espagne. De la solidarité politique et matérielle au Front Révolutionnaire, Mémoire de Master 1, Université de Provence, Marseille 1, 2007, OCLC 494322935.[26]
- Valentin Cionini, Solidarité Internationale Antifasciste. Une organisation « proto-humanitaire » dans la guerre d'Espagne. 1937-1939, Mémoire de Master, Université de Provence, 2008, OCLC 497029866,[27] texte intégral.
- (anglès) David Berry, French anarchists in Spain, 1936-1939, Oxford University Press, 1989, pp. 427-465.[28]

## Filmografia
- SIA finançà quatre pel·lícules a Espanya i uns als Estats Units.
- Luis Franck, Juan Palleja, Amanecer sobre España, documental de 45 min, SIE Films, 1938.[3]
- Louis Frank, Amenacer sobre España (Réveil en Espagne - The Will of a People – Spain Fights On), mig metratge en diverses llengëus, 1938-1939, SIA.[3]
- Homenaje a los fortificadores de Madrid, SIA, 1937.[3]
- Picnic del SIA, film mut en 16 mm sobre un dinar de solidaritat organitzat pels anarquistes als Estats Units el 28 d'agost de 1938.[3]

## Iconografia
- Fédération internationale des centres d'études et de documentation libertaires : arxius.
- Bibliothèque de documentation internationale contemporaine : arxiu Arxivat 2014-11-01 a Wayback Machine..
- (italià) La Tradizione Libertaria : arxius i postals.

## Notícies
- L'Éphéméride anarchiste: notice.
- René Bianco, 100 ans de presse anarchiste : notice.
- RA.forum : notice Arxivat 2014-11-01 a Wayback Machine..
- Musée social: notice bibliographique Arxivat 2014-11-01 a Wayback Machine..
- Institut Internacional d'Història Social (Amsterdam) : arxius.
- (castellà) Efemerides Anarquistas : notícia.